# Dublet (jubilerstwo)

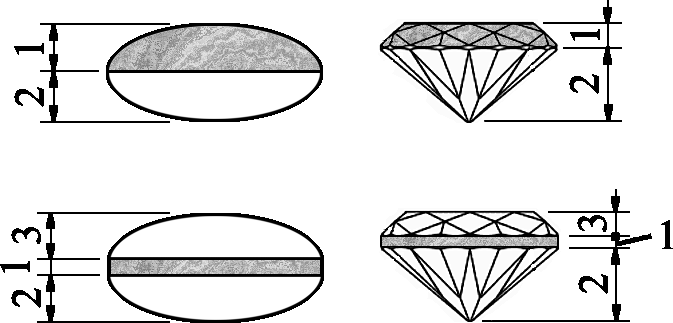
dublety i tryplety

Dublet – sztucznie sporządzony kamień składający się z dwóch części. Niekiedy wykonany z kamieni naturalnych, często jednak jedna część składa się ze szkła. 
Odróżnia się dublety prawdziwe i fałszywe.
- Dublety prawdziwe – składają się z dwóch części wykonanych z kamienia naturalnego, połączonych niewidzialnym dla oka spoiwem.

Ponieważ cena kamienia szlachetnego wzrasta wraz z jego wielkością w ten sposób z niedużych, małowartościowych kamieni otrzymuje się kamień większy, o większej wartości. Tego rodzaju prawdziwe  dublety bywają często sporządzane z diamentów. Rozpoznać je można przez zanurzenie kamienia w cieczy: można wówczas zauważyć linię dzielącą części dubletu. 
- Dublety fałszywe – część górna jest przeważnie kamieniem naturalnym, a część dolna kamieniem podobnym z wyglądu, lecz o mniejszej wartości lub szkłem.

W ten sposób naśladuje się rubiny (na wierzchu cienka płytka prawdziwego rubinu, reszta kamienia z czerwonego granatu lub czerwonego szkła). W dubletach diamentowych część dolną sporządza się z bezbarwnego szafiru, topazu, cyrkonu, lub szkła. Fałszywe dublety rozpoznaje się podobnie jak dublety prawdziwe.
Dublety prawdziwe z opalu niekiedy zawierają barwione spoiwo; w dubletach fałszywych część dolna często jest wykonana z tańszego materiału o nieco ciemniejszej barwie.
Dublety wydrążone – dolna część górnej płytki jest wydrążona i wypełniona cieczą, która nadaje kamieniowi odpowiednią barwę. Obecnie tego rodzaju dublety są rzadko spotykane.
Jednym z najbardziej rozpowszechnionych kamieni składanych z kilku części jest tzw. garnet–topped dublet, w skrócie GTD. Cienka płytka naturalnego granatu jest połączona spoiwem z podstawą wykonaną z barwionego szkła. 
Obowiązująca definicja, zgodna z ustaleniami międzynarodowymi zawartymi w  „Wytycznych dotyczących kamieni szlachetnych, ozdobnych, pereł i korali”  (RAL 560 A5 z 1963 r. i RAL 560 A5E z 1970 r.):

Dublety – kamienie składane z dwu lub więcej części w jedną całość metodami sklejania, spiekania lub topienia, przy czym poszczególne części dubletu mogą być kamieniami syntetycznymi lub innymi substancjami (np. szkło, żywice).